# 魔鬼孩子王
《魔鬼孩子王》（英語：Kindergarten Cop）是一部1990年美國喜劇片，由艾凡·瑞特曼執導，阿諾·史瓦辛格主演，環球影業發行。史瓦辛格在片中飾演作風強硬的約翰·金霸警探（Detective John Kimble），他為了趕在毒販庫倫·克利斯普（Cullen Crisp，理查德·泰森飾演）前找到對方的前妻及兒子而在一所學校的幼稚園班級中臥底成一名教師；久而久之，金霸發現了自己對教學的熱情，並考慮改變其職業以成為一名教育人士。
該片於1990年12月21日在美國上映，雖然評價褒貶不一，但仍在全球取得超過2.02億美元的票房佳績。續集《魔鬼孩子王2》於2016年以DVD首映的方式發行，由杜夫·朗格主演。

## 劇情
在持續追查臭名昭著的毒販庫倫·克利斯普多年之後，LAPD警探約翰·金霸終於得以謀殺的名義將他逮捕。克利斯普在得知自己前妻瑞秋和兒子的下落後將自己的線人殺死，據傳瑞秋從他身上偷走了數百萬美元。金霸與菲比·奧哈拉警探組成搭檔並前往俄勒岡州阿斯托利亞的一所學校的幼稚園班級臥底成一名教師。但因菲比患了嚴重的腸胃炎，這使金霸臨時替她擔任教師。
校長施洛夫斯基女士認定金霸面對頑皮的孩子們撐不了幾天。儘管最初不知所措，沒有任何正式的教學經驗的他還是很快適應了新的身份；金霸將他的寵物雪貂作為班級吉祥物，並以警察式的訓練和他作為父親的經歷來使孩子們聽從自己的話，這使他終於成為了學生們非常欽佩和珍惜的人物。
之後，雖然金霸當著大家的面對失慮兒子的壞父親出手，但他仍受到校長認可。久而久之，金霸喜歡上了同事喬伊絲，並在之後認定對方就是庫倫的前妻，而自己班上的多明尼克則是庫倫的兒子。在加利福尼亞州，證人死於庫倫母親艾莉諾·克利斯普交付的古柯鹼。隨後，庫倫被釋放出獄，並與母親一起前往阿斯托利亞以找出兒子。
金霸得知庫倫被釋放後，他向喬伊絲坦白了自己的警察身份，說如果她合作就會保護她。但喬伊絲對金霸欺騙自己感到憤怒，她說庫倫謊稱她偷錢是為了誘使毒販協助找到她倆母子，而他真正的目的是奪回他的兒子。
庫倫在學校圖書館放火，使校內所有人都往外疏散，而他則趁亂帶走多明尼克。當金霸找到他時，他則將多明尼克作為人質。這時，藏在多明尼克衣服中的雪貂跑出來咬傷了庫倫的脖子，雖然這讓金霸趁機射殺了他，但自己也被對方射傷了腿。艾莉諾開車撞傷了菲比後，自己進去持槍威脅金霸告訴她孫子的下落，但最後被菲比持球棒打倒。艾莉諾隨後被捕，昏迷的金霸被送往醫院。菲比康復後返回洛杉磯的警局，而金霸決定退休，留在阿斯托利亞成為學校的專職幼稚園老師；當喬伊絲當再次見到他時，彼此擁抱在一塊並相吻。

## 演員
- 阿諾·史瓦辛格 飾 約翰·金霸警探（Detective John Kimble）
- 潘妮洛普·安·蜜勒（英语：Penelope Ann Miller） 飾 喬伊絲（Joyce）
- 潘蜜拉·瑞德（英语：Pamela Reed） 飾 菲比·歐哈拉（Phoebe O'Hara）
- 琳达·亨特 飾 施洛夫斯基女士（Miss Schlowski）
- 理查德·泰森（英语：Richard Tyson） 飾 庫倫·克利斯普（Cullen Crisp）
- 卡露·貝克（英语：Carroll Baker） 飾 艾莉諾·克利斯普（Eleanor Crisp）
- 克里斯汀和喬瑟夫·考辛斯（英语：Christian and Joseph Cousins） 飾 多明尼克（Dominic）

## 發行

### 票房
《魔鬼孩子王》在影評間評價褒貶不一。爛番茄根據36條點評，新鮮度50%，平均得分5.13／10。在Metacritic上根據15位評論家而持有61分。
《魔鬼孩子王》在北美地區的票房收入為9140萬美元，在其他地區為110.5美元，全球總票房達2.02億美元。它於1991年2月1日在英國發行，並在該週末達到了該國的票房冠軍。

## 外部連結
- 互联网电影数据库（IMDb）上《魔鬼孩子王》的资料（英文）
- AllMovie上《魔鬼孩子王》的资料（英文）
- Box Office Mojo上《魔鬼孩子王》的資料（英文）
- 爛番茄上《魔鬼孩子王》的資料（英文）